# Тереспіль
Тере́спіль, або Тересполь (пол. Terespol) — місто в східній Польщі, на Підляшші. Належить до Більського повіту Люблінського воєводства.

## Місцезнаходження
Лежить біля Західного Бугу на кордоні з Білоруссю (з правого його боку лежить Берестя). Прикордонна станція на міжнародній залізниці Варшава — Москва.

## Історія
1745 року вперше згадується церква східного обряду в Тересполі.
За даними етнографічної експедиції 1869—1870 років під керівництвом Павла Чубинського, у селі переважно проживали римо-католики, меншою мірою — греко-католики, які переважно розмовляли українською мовою.
За переписом 1897 року у місті проживало 4107 осіб (2255 чоловіків та 1852 жінки). Розподіл населення за мовою згідно з переписом 1897 року:
| Мова       | Осіб | Відсоток |
| ---------- | ---- | -------- |
| єврейська  | 2579 | 62,80 %  |
| російська  | 686  | 16,70 %  |
| польська   | 460  | 11,20 %  |
| українська | 302  | 7,35 %   |
| мордовська | 47   | 1,14 %   |
| татарська  | 13   | 0,32 %   |
| німецька   | 11   | 0,27 %   |
| білоруська | 9    | 0,22 %   |
| Разом      | 4107 | 100 %    |

У міжвоєнні 1918—1939 роки польська влада в рамках великої акції закриття та руйнування українських храмів на Холмщині і Підляшші перетворила місцеву православну церкву на римо-католицький костел.
За німецької окупації у місті діяла філія Більського Українського допомогового комітету. У 1943 році в місті мешкало 53 українців та 2275 поляків.

## Населення
Демографічна структура станом на 31 березня 2011 року:
|          | Загалом | Допрацездатний вік | Працездатний вік | Постпрацездатний вік |
| -------- | ------- | ------------------ | ---------------- | -------------------- |
| Чоловіки | 2807    | 596                | 1954             | 257                  |
| Жінки    | 3094    | 588                | 1815             | 691                  |
| Разом    | 5901    | 1184               | 3769             | 948                  |

## Пам'ятки
- Церква в класичному стилі з кінця 18 століття[4]

## Особистості
В містечку міститься могила Опанаса Шведа (1880—1941), вояка Армії УНР та Івана Загородного - козака Мазепинського полку ІІ Волинської дивізії Армії УНР.

## Галерея

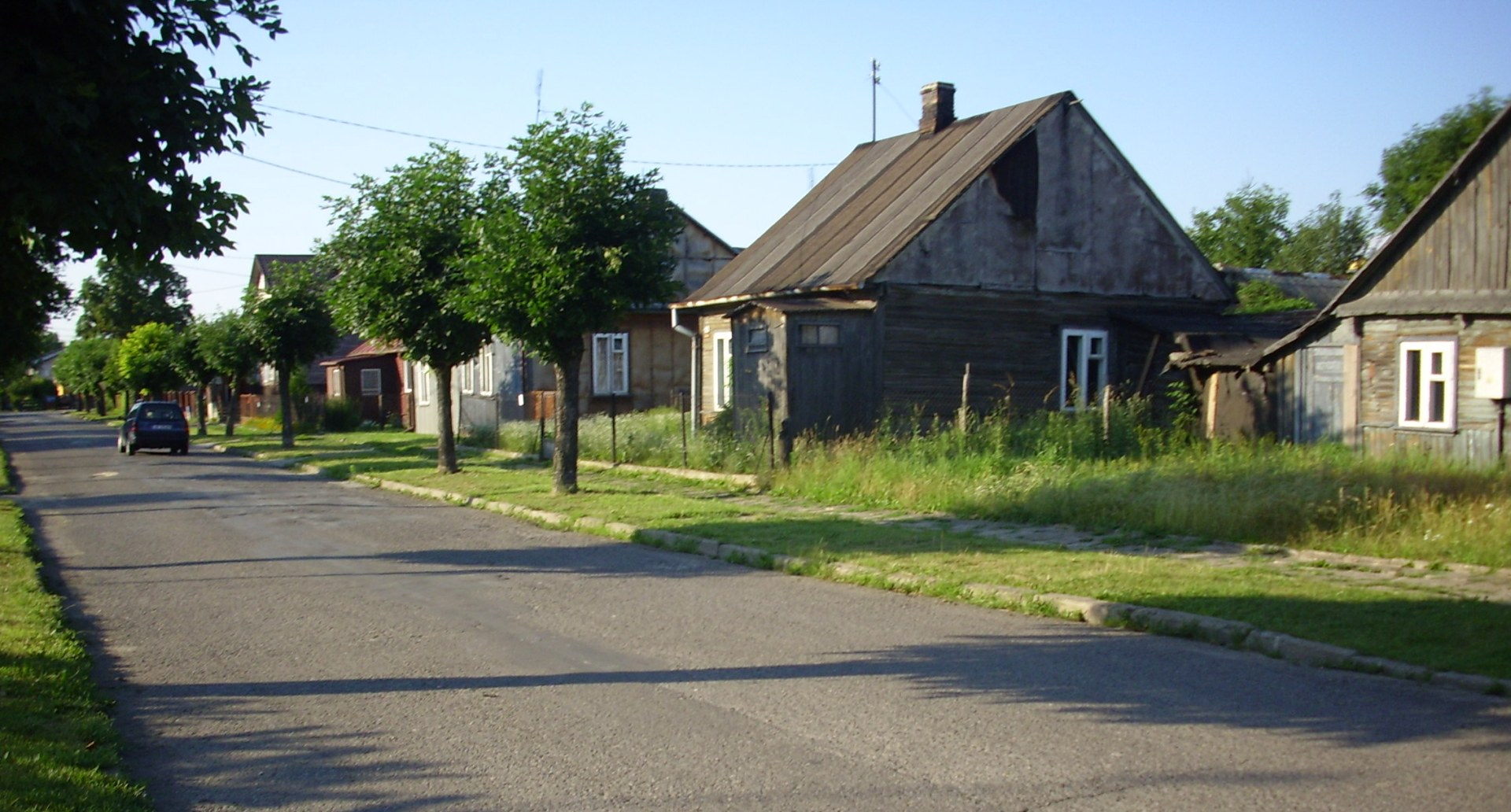
Старі хати у Тересполі.
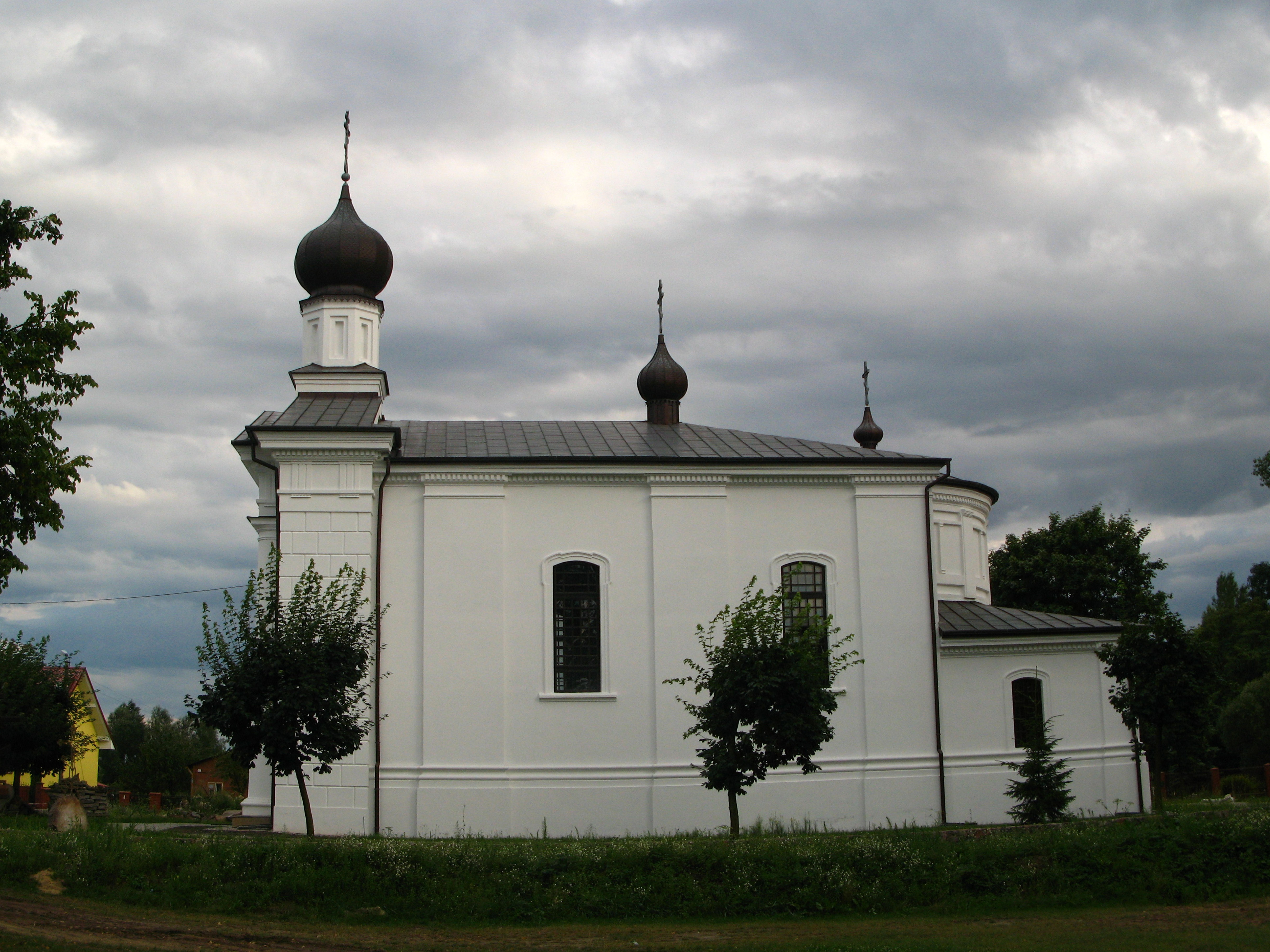
Православна (колишня греко-католицька) церква св. Івана Богослова.
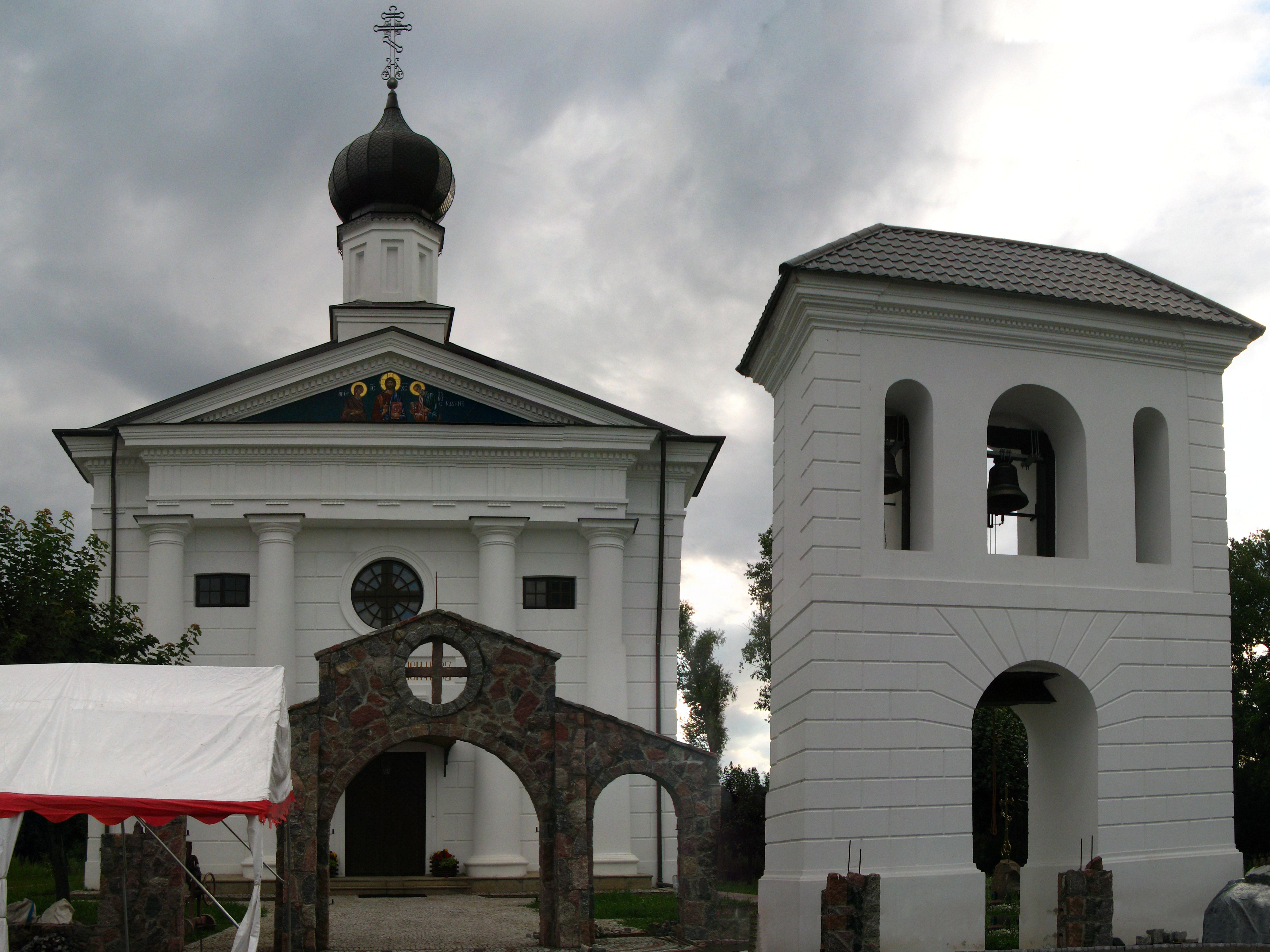
Храм і дзвіниця.
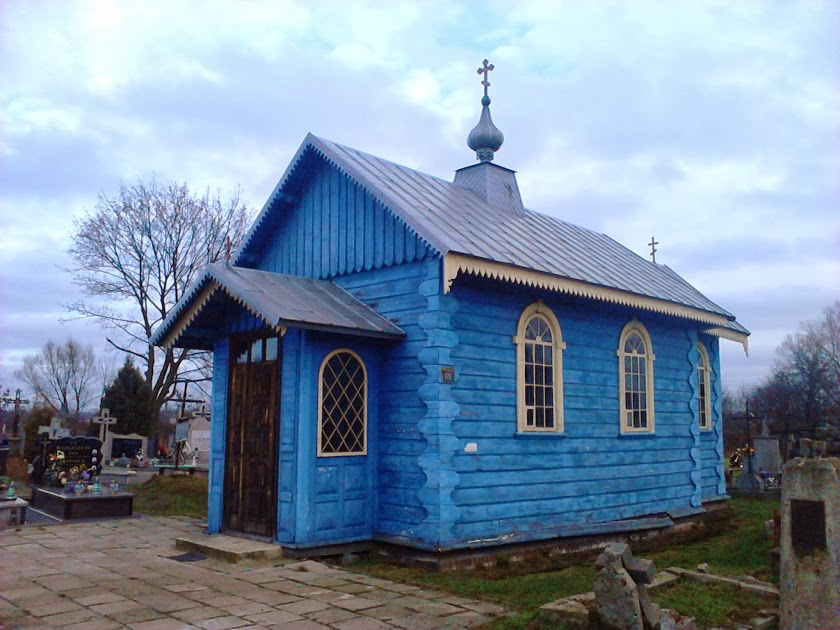
Капличка на православному цвинтарі